# 42. ваздухопловна јуришна дивизија НОВЈ
42. ваздухопловна јуришна дивизија НОВЈ формирана је 29. децембра 1944. године у Срему. При оснивању у њен састав су 421, 422. и 423. ваздухопловни јуришни пук, чета за везу, дивизијска покретна авионска радионица и тренажно одељење за обуку пилота јуришника. У свом саставу је имала око 1100 бораца, подофицира и официра, од којих 250 пилота, извиђача и стрелаца. Била је наоружана јуришним авионима Ил-2.
Штаб дивизије са приштапским јединицама налазио се у Новом Саду до априла 1945, када је пребазиран у Пригревицу Св. Иван, код Сомбора. Пукови су базирали према ситуацији на фронту, задацима и рејонима дејстава:
- 421. ваздухопловни јуришни пук у Лаћарку, Крњешевцима, Земуну, Надаљу, Бачком Брестовцу, Сомбору и Рајловцу
- 422. пук у Новом Саду, Кленку код Шапца и у Мађармечкеу (Мађарска)
- 423. пук у Новом Саду, Руми, Крњешевцима, Госпођинцима и Бачком Брестовцу

Од почетка ратних дејстава до 17. јануара 1945. године до краја рата, дивизија је садејствовала са Првом, Другом и Трећом армијом ЈА, извршавајући задатке у тактичкој и оперативној дубини фронта.
Дивизија је у рату извршила 752 борбена лета и уништила, онеспособила или неутралисала око 180 пав оруђа, 270 артиљеријског оруђа, 36 локомотива, 640 вагона, 57 тенкова, 1200 камиона, 12 дереглија, 50 десантних чамаца, 5 хангара, 123 магацина, 5 мостова и близу 1300 запрежних кола.